# Euscelus
Euscelus es un género de gorgojos de la familia Attelabidae. En 1833 Germar describió el género. Esta es la lista de especies que lo componen:
- Euscelus angulosus  (Gyllenhal, 1833)
- Euscelus angusutus  Voss, 1937
- Euscelus armatus  (Gyllenhal, 1833)
- Euscelus binotatus  (Gyllenhal, 1839)
- Euscelus breviceps  (Sharp, 1889)
- Euscelus championi  (Sharp, 1889)
- Euscelus columbiensis  Legalov, 2007
- Euscelus cruralis  (Sharp, 1889)
- Euscelus dentipes  (Fabricius, 1798)
- Euscelus elliptiguttatus  Voss, 1925
- Euscelus fenestratus  (Sharp, 1889)
- Euscelus forticatus  (Olivier, 1807)
- Euscelus guirensis  Legalov, 2007
- Euscelus humeridens  Legalov, 2007
- Euscelus inaequalis  (Sharp, 1889)
- Euscelus landanguinus  Legalov, 2008
- Euscelus mundanoides  Legalov, 2007
- Euscelus mundanus  (Sharp, 1889)
- Euscelus oaxacensis  Hamilton, 2001
- Euscelus peruanus  Voss, 1925
- Euscelus postoculidens  Hamilton, 2007
- Euscelus pseudbinotatus  Legalov, 2008
- Euscelus scrobiculatus  Voss 1925
- Euscelus scutellatus  (Klug, 1829)
- Euscelus similis  Hamilton, 2001
- Euscelus spinifex  (Olivier, 1807)
- Euscelus spiralis  Papp, 1951
- Euscelus stockwelli  Hamilton, 2001